# 日之丸
日之丸（ひのまる）は台湾において、日系企業の帝達創造股份有限公司が運営管理する、日本のお菓子や雑貨を販売する小売店舗である。主に、有名百貨店の中に店舗を構える。
主力商品は、北海道キャラメルシリーズ、戦国武将フィギュアなど。関連ショップに、「焼肉日の丸」「ペットカフェ・プニ」などがある。
なお経営者は2013年５月末に、従業員、アルバイトの給料数ヶ月分を不払いの上、業者からの買掛金や多額の借金を踏み倒して、妻及び子供と共に逃亡中。